# Oključna
Oključna je manjše naselje in istoimenski zaliv na otoku Visu (Hrvaška), ki upravno spada pod mesto Komiža; le-ta pa spada pod Splitsko-dalmatinsko županijo.

## Zgodovina
Oključna je že skoraj zapuščeno naselje na pobočju nad istoimenskim zalivom na severni strani otoka. Kraj je z lokalno cesto povezan z Visom, od katerega je oddaljen okoli 11 km. Nekaj hiš stoji tudi v zalivu, ki pa so naseljene samo v poletnih mesecih.
Zaliv je dolg okoli 270 in širok od 180 do 70 metrov. V dnu zaliva stoji majhen pomol, pri katerem je morje globoko do 2,5 metra. Plovila je mogoče sidrati tudi sredi zaliva. Zaliv je odprt severnim in severozahodnim vetrovom, zato je sidrišče primerno samo ob lepem vremenu.

## Demografija
| Pregled števila prebivalcev po letih | Pregled števila prebivalcev po letih | Pregled števila prebivalcev po letih | Pregled števila prebivalcev po letih | Pregled števila prebivalcev po letih | Pregled števila prebivalcev po letih | Pregled števila prebivalcev po letih | Pregled števila prebivalcev po letih | Pregled števila prebivalcev po letih | Pregled števila prebivalcev po letih | Pregled števila prebivalcev po letih | Pregled števila prebivalcev po letih | Pregled števila prebivalcev po letih | Pregled števila prebivalcev po letih | Pregled števila prebivalcev po letih |
| ------------------------------------ | ------------------------------------ | ------------------------------------ | ------------------------------------ | ------------------------------------ | ------------------------------------ | ------------------------------------ | ------------------------------------ | ------------------------------------ | ------------------------------------ | ------------------------------------ | ------------------------------------ | ------------------------------------ | ------------------------------------ | ------------------------------------ |
| 1857                                 | 1869                                 | 1880                                 | 1890                                 | 1900                                 | 1910                                 | 1921                                 | 1931                                 | 1948                                 | 1953                                 | 1961                                 | 1971                                 | 1981                                 | 1991                                 | 2001                                 |
| 0                                    | 0                                    | 158                                  | 211                                  | 282                                  | 304                                  | 331                                  | 282                                  | 198                                  | 134                                  | 118                                  | 44                                   | 8                                    | 11                                   | 5                                    |